# Regiment de Granaders a cavall General San Martín
El Regiment de Granaders a cavall General San Martín (RGC) és una unitat de l'arma de cavalleria de l'Exèrcit Argentí que actualment fa de guàrdia presidencial i compleix certes funcions protocol·làries.

## Antecedents
En arribar a territori de Riu de la Plata, el llavors coronel de cavalleria José de San Martín va tenir notícia del deplorable estat en el qual es trobava l'organització militar de les Províncies Unides del Riu de la Plata, recentment alçada en armes contra el poder imperial de la metròpolis espanyola. Davant d'aquesta problemàtica, el Governador Superior Provisional del país va atorgar el 16 de març del 1812 a San Martín el grau de tinent coronel de cavalleria, i el va nombrar conjuntament comandant de l'esqüadró de granaders que havia d'organitzar-se, preveient la necessitat de conformar un cos de cavalleria idoni i qualificat, format per voluntaris rigurosament seleccionats, complint paràmetres de conducta i personalitat molt elevats.
| « | El Govern Superior Provicional, atenent als mèrits i serveis de Don José de San Martín i als seus rellevants coneixements militars, ha decidit conferir-li el grau efectiu de Tinent Coronel de Cavalleria, amb el sou de tal, des d'ara i Comandant de l'esquadró de Granaders a Cavall que ha d'organitzar-se, concedint-li les gràcies, excempcions i prerrogatives que per aquest títol corresponent, etc... Donat a Buenos Aires al 16 de març del 1812 - Feliciano Antonio Chiclana, Manuel de Sarratea, Bernardino Rivadavia i Nicolàs de Herrera, secretari | » |

El disseny original de l'uniforme a l'organització primitiva es basava en l'uniforme militar suec.
L'objectiu que perseguia San Martín amb la creació d'aquest nou cos de cavalleria no era només el de dotar a les precàries milícies revolucionàries del Riu de la Plata amb una major quantitat d'efectius per a poder contindre els combats de l'exèrcit realista, sinó també la constitució d'una unitat militar exemplar, dotada dels millors soldats i oficials amb els que poguès contar la pàtria nova, i que servíssin d'insignia dins de les Forces Armades.
Des dels seus inicis es va estipular que el regiment havia d'estar conformat per quatre esquadrons de tres companyies cadascuna; I així va ser que sota la estricta tutela del cap fundador al realitzar la selecció dels seus integrants, al maig del 1812, va quedar conformat el primer dels seus esquadrons i les seves tres companyies respectives.

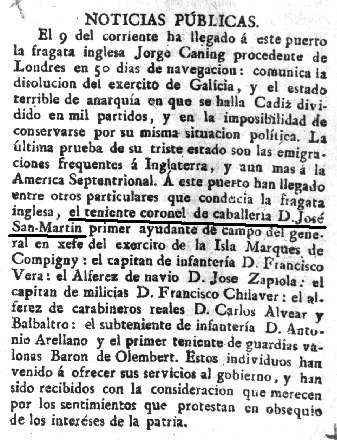
Notícia sobre l'arribada de San Martín a Buenos Aires

## Organització i reclutament

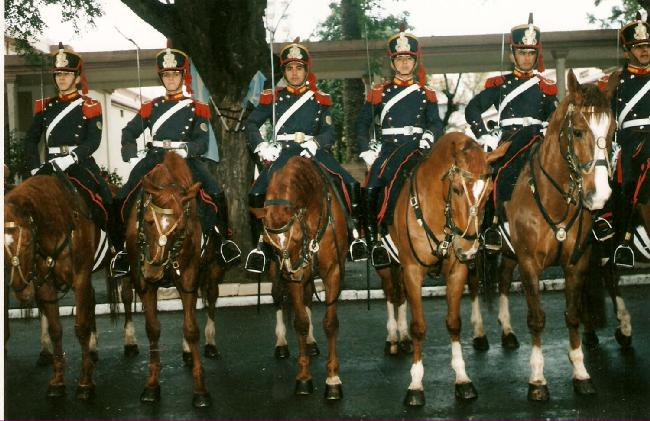
Granaders en formació montada a la Ceremonia del 154ºAniversari de la mort del General José de San Martín el 17 d'agost del 2004

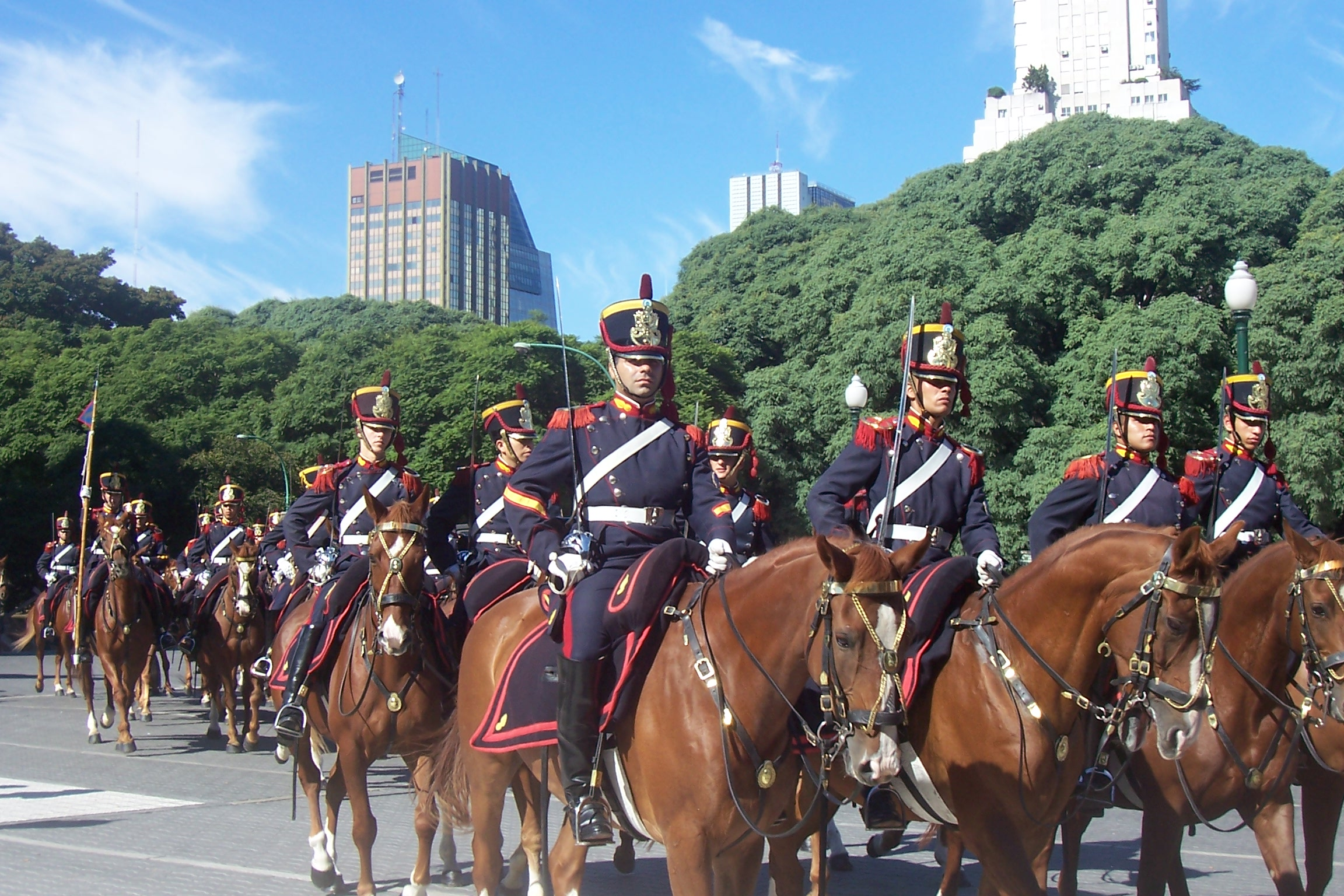
Granaders a cavallo en un acte públic a la ciutat de Buenos Aires.

El nou regiment buscava funcionar com a exemple de professionalisme i perfeccionament per a la resta de forces. Tal aspiració és corresponia amb la visió que San Martín tenia sobre el futur immediat de les forces militars modernes: confiava en una rigorosa disciplina evocada no solament en les maniobres i l'entrenament, sinó també en la esfera social del militar, que havia de funcionar com a exemple no únicament per als seus camarades, sinó també per a la resta de la societat.
San Martin va estipular un estricte codi de disciplina que, fins avui dia, sota la denominació de Codi d'honor santmartinià, regeix les accions diàries dels granaders a cavall.

## Uniformitat
L'organització primitiva d'aquest cos, que va arribar a estar composta de quatre esquadrons, era el següent: 
- Caps i oficials. Barret Falutx, i en caserna, gorra blava obtusa o de pastís sense visera i de galó ample, casaca llarga de mocador blau, pètal encoixinat, adornada amb nou botons daurats, i dues granades d'or en l'extrem de cada faldó, corbatí calçons de punt o de brí blanc ben ajustat, bota granader amb espolí, ullera de llarga vista militar, i cartera pendent al costat d'una mena de bandolera on guardaven els preparatius per aixecar croquis del terreny i un diari prolix de la marxa, obligats a portar. Espasa sabre de 36 polzades, guant de davant amb manyoples, capot de drap. Cadira hongaresa amb pistoleres coberta fins al arçó amb un Chabrac de drap blau amb franja d'or amb granades del mateix en els seus dos angles.
- Tropa. Gorra blava de pastís sense visera, o casc senzill de metall escatat, magrana al capdavant i un pompó verd, canviat poc després pel plomall punyir alt. Casaca llarga blava, encarnats vius, amb pales de bronze escatat i quatre granades grogues a l'extrem dels faldons, botó daurat amb el sol i el lema: "visca la pàtria" i a l'extrem del revers "granaders a cavall", calçons blaus de drap, bota granadera amb esperó de ferro; Cop de mà. El seu arnès consistia en el sabre aprimat a "Molejó", carrabina d'espurna, i llança. No permetent cavall de destre, el de muntar era generalment tord, criat, de cua a la sofraja, ferrat i mantingut amb pinso; formant a encàrrec del país, cobert amb una closca de drap blau, adornat de faixes, i dues granades amb borles punyir a les puntes; valisa de cuir. A la llista contestava el granader pel seu nom de guerra. Cap oficial podia tutejar'l ni ocupar en cap servei que no fos estrictament militar. Una taca, rapa en l'uniforme, un botó menys o mal cordat costava un dia d'arrest. Acostumaven a dur els cabells curts i la mirada més amunt del horitzó[1]

## Codi d'honor

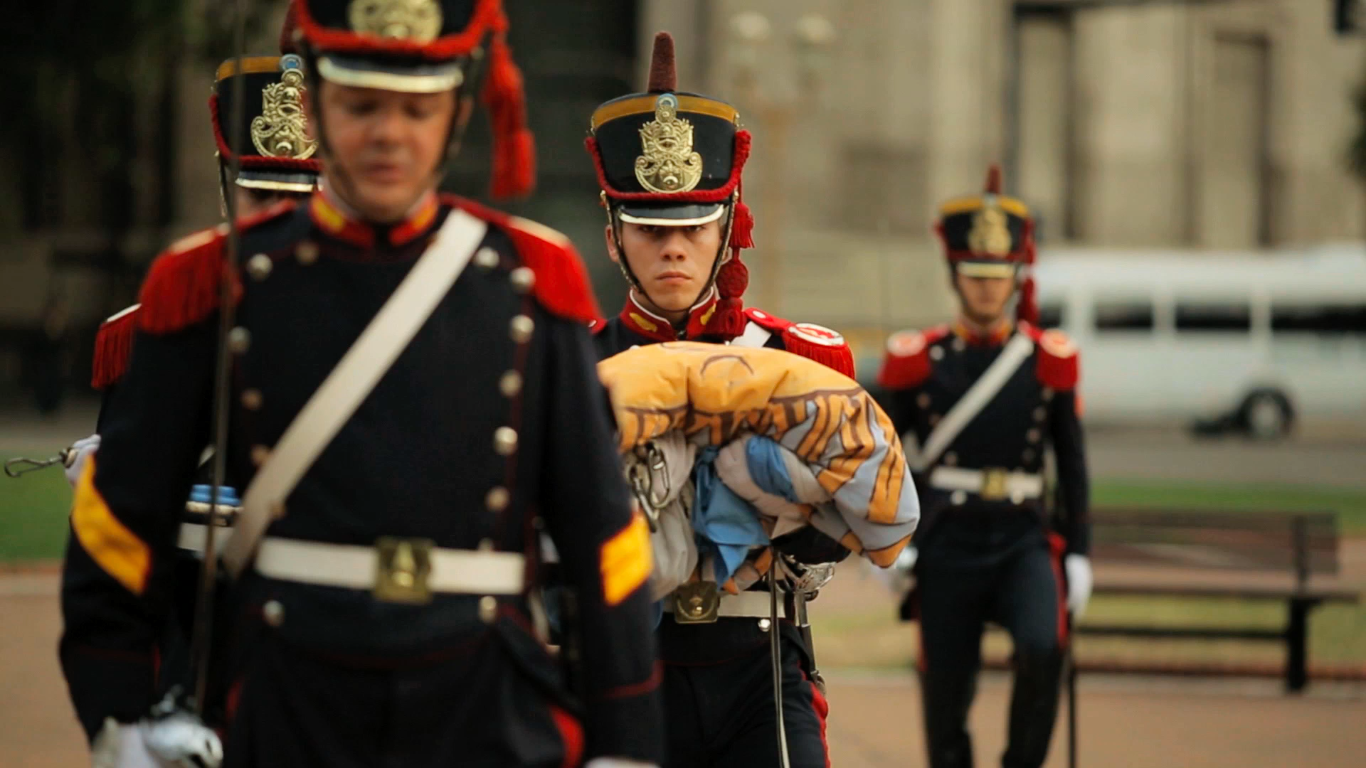
Granaders en posició de firmes

Es van establir la llista de Delictes pels quals havien de ser castigats els oficials, amb la finalitat d'establir una norma de conducta per als oficials dels regiment. Aquesta dictava:
1. Per cobardia a acció de guerra, en la que encara abaixar el cap serà reputat tal.
2. Per no admetre un desafiament, sigui just o injust
3. Per no exigir satisfacció quan sigui insultat.
4. Per no defensar a totes passades l'honor del cos quan l'ultratgin a la seva presència o sàpigui que ha sigut ultratjat en una altra part.
5. Per trames infames com d'artesans.
6. Per falta d'integritat en el maneig d'interessos, com no pagar a la tropa els diners que s'hagin subministrat per a aquesta.
7. Per parlar malament d'un company amb persones o oficials d'altres cossos.
8. Per publicar disposicions internes d'oficialitat en les seves juntes secretes.
9. Per familiaritzar-se en grau vergonyós amb sargents, caps i soldats.
10. Per posar la mà a qualsevol dona encara que hagi estat insultada per ella.
11. Per no socòrrer l'acció de guerra a un company seu que es trobi en perill, sempre que es pugui socòrrer.
12. Per presentar-se en públic amb dones que siguin sabudament prostitutes.
13. Per concòrrer a cases de jocs que no siguin pertanyents a la classe d'oficials, és a dir, jugar amb persones baixes i indecents.
14. Per fer un ús immoderat de la beguda en termes de fer-se notable amb perjudici de l'honor al cos.

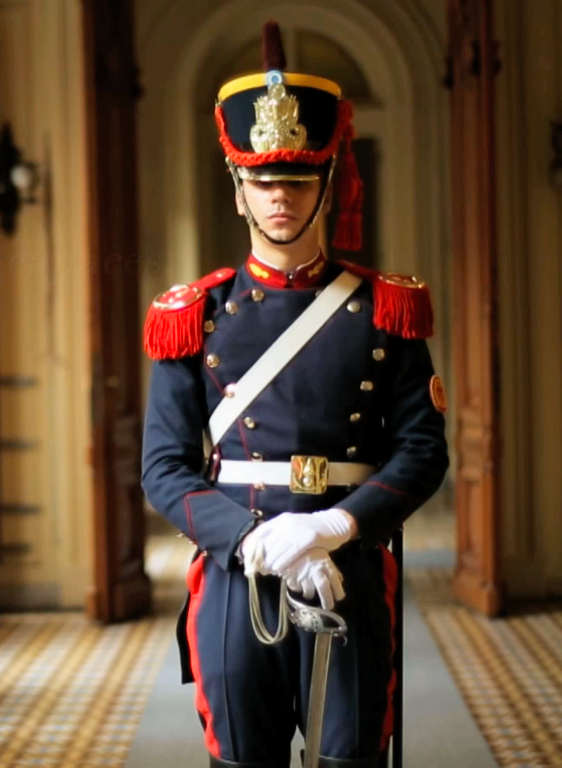
Granader a la Casa Rosada

Temps després i en virtut dels valors que inculcaria al regiment de granaders a cavall, el mateix San Martín diria:

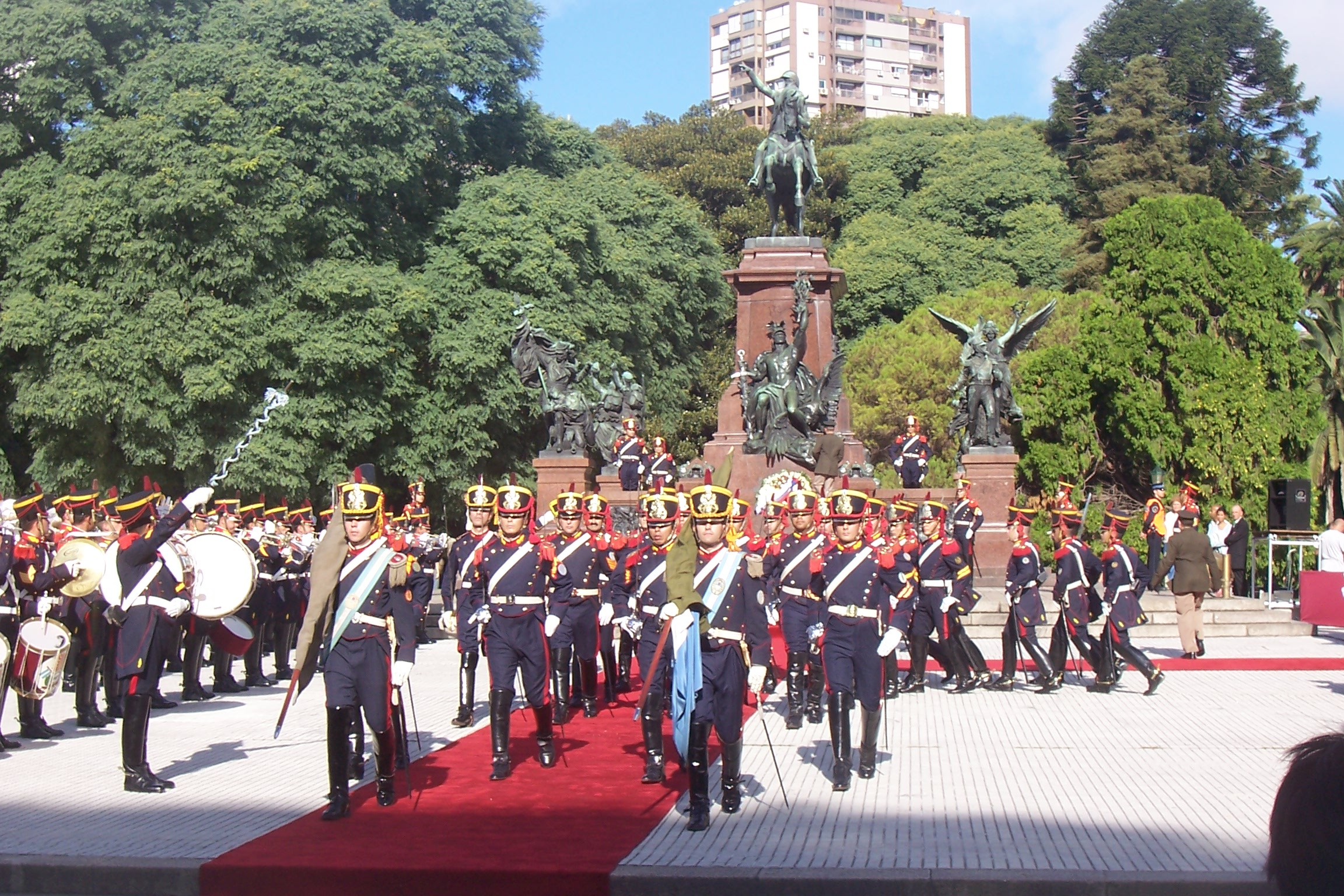
Els Granaders a Cavall junt a l'estàtua de José de San Martín

| « | Del que els meus Granaders són capacços només ho sé jo. Hi haurà qui els iguali, però no qui els superi | » |

### Desenvolupament
El rigor en la preparació i capacitació retrassaria a la llarga la conformació definitiva del cos. No obstant, a pesar de les complicacions i el transcurs del temps revolucionari, el 15 de setembre del 1812 es va decretar la creació del segon esquadró i el 5 de desembre es va disposar la creació del tercer.
| « | Per decret d'avui aquest govern ha resolt la creació d'un segon esquadró de Granaders a Cavall, sota comandament únic del tinent coronel comandant don José de San Martín, i els aviso a vostés per a la seva intel·ligència i efectes conseqüents, prenent-se la raó d'aquesta ordre al Tribunal de Comptes amb anotació a la Comissaria General de Guerra. Deu Guardi a vosaltres a Buenos Aires, setembre del 1812. Nicolàs de Herrera als ministres generals d'hisenda | » |

Ja llavors, les autoritats nacionals feien referència a San Martín amb el títol de Comandant de Granaders a cavall. Va ser ascendit a Coronel el 7 de desembre del 1812, data en què es va crear el regiment de granaders a cavall sobre la base dels tres esquadrons.
El tercer esquadró es va organitzar al desembre del 1812, expedint-se el 15 de desembre als despatxos de tinent coronel a Carlos d'Alvear i de Sergent major a José Zapiola. Davant del trasllat d'Alvear a una altra unitat, el 13 de gener del 1813 van ser ascendits: A tinent coronel Zapiola, i a sargent major el capità d'artilleria Juan Ramón Rojas.
També al 1812 va ser traslladat el regiment des dels precaris establiments del "quarter de la Rancheria" fins als terrenys del "Quarter del retir", que en aquell moment estava ocupat pel Regiment de Dracs de la Pàtria, més aptes per a les tasques d'instrucció militar i entrenament.
El 4 de desembre del 1812, el capità Francisco Luzuriaga va rebre el despatx de sergent major del regiment perquè Rojas havia estat nomenat comandant del tercer esquadró. El 7 de juny del 1815, José Melián va rebre els despatxos de comandant del quart esquadró que es va organitzar.

## Acció militar

### Baptisme de foc

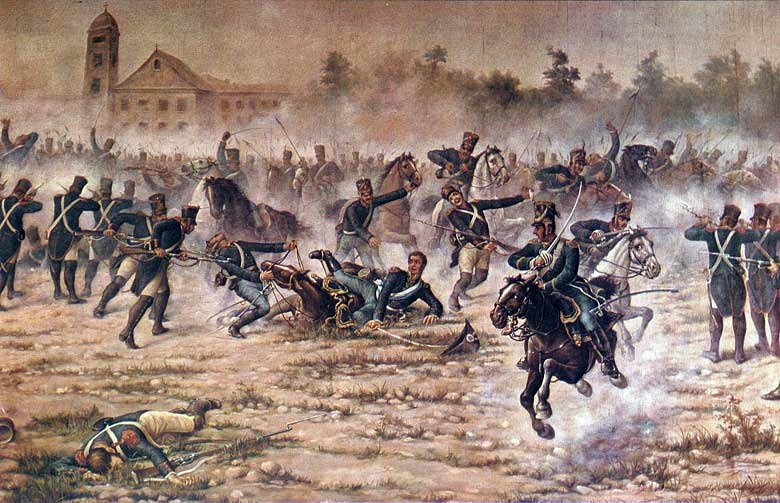
Escena del combat de San Lorenzo

La nit del 3 de febrer del 1813, després de dies d'una forçada marxa, San Martin i els granaders van arribar al convent de San Carlos, el guardià del qual era el frare Pedro Garcia, a San Lorenzo (Província de Santa Fe). La incursió s'emmarcava en la missió assignada pel govern de Buenos Aires al coronel del regiment, llavors recent format, en la que se li ordenava destacar una secció de la seva unitat per a protegir les costes del Riu Paraná, des de Zárate fins a Santa Fe, en prevenció de possibles incursions enemigues. En aquesta situació, i per la suma de circumstàncies casuals, San Martín va tenir coneixement del futur desembarcament realista a la rodalia del convent i va decidir sortir a la trobada per impedir el reabastiment de queviures de la flota espanyola a terra amb la finalitat de retrassar o evitar futurs avenços per terra.
El pla de San Martin era esperar l'arribada de l'enemic amb 120 granaders a l'ampara dels murs del convent. Davant d'aquest s'estenia una elevada planicie, molt propícia per a les maniobres de cavalleria; Més enllà, al límit hi havia un barranc penya-segat, i després uns tres-cents metres de platja fins a la costa. L'objectiu era evitar que els espanyols sospitèssin de la seva presència, aconseguir que s'apropèssin fins al terreny mencionat i un cop allà, llençar un atac sense donar-los-hi temps d'organitzar la defensa.
Amb aquesta finalitat, San Martin va estudiar les posicions i disponibilitat de recursos de l'enemic i va disposar la divisió del seu contingent en dos esquadrons; El Primer sota el comandament del capità Justo Bermúdez, amb ordres d'envoltar i tallar la retirada als invasors; El segon sota el seu propi comandament. El comandant va arengar (és a dir, va fer un discurs amb la finalitat d'encoratjar-les) als seus homes, que es trobaven a punt de combatre per primer cop, i va explicar a Bermúdez que li donaria les ordres posteriors un cop iniciat el combat, atorgant a ambdós esquadrons les seves posicions a l'esquerra i dreta del convent a la espera de la ordre d'atac.
A la senyal del clarí (un instrument semblant a la trompeta), ambdós esquadrons es van llençar sobre les línies enemigues formades per uns 250 homes disposats en dues columnes, paral·leles al pavelló desplegat, i dues peces d'artilleria al centre. Els realistes només van atinar a replegar-se de forma desorganitzada sobre la meitat de la rereguarda, intentant repelir la càrrega simultània impartida per ambdós flancs de les línies de tropa, a la que van respondre amb foc de mosquets i baionetes calades.
Segons la tradició molt difosa, en aquest astut moviment, el soldat Juan Bautista Cabral veient en perill la vida del seu comandant, el Coronel de San Martín (que havia quedat atrapat sota el seu cavall, mort per la metralla enemiga i sense possibilitats de moviment o defensa), va decidir llençar-se a la trobada d'una baioneta realista a punt de matar el Comandant, arriscant la seva pròpia vida en pos de la del seu oficial. La llegenda li atribueix haver dit la següent frase abans de morir "Moro content, hem batut a l'enemic". Si bé aquest relat està àmpliament difos en cançons patriòtiques i medis oficials de l'exèrcit argentí, la falta de fons històriques fa que els historiadors dubtin de la seva veracitat.
San Martín i els seus homes van vençer. Davant el sorpresiu atac de les forces revolucionàries, els realistes, desconcertats, van escapar del camp de batalla deixant enrere la seva artilleria, morts i ferits. Van intentar en va reagrupar les seves forces a prop de la punta del penya-segat, sense aconseguir més èxits, ja que l'esquadró liderat pel Capità Bermúdez va pressionar les columnes enemigues en retirada.
En menys d'un quart d'hora i contant vint-i-set ferits i quinze morts (entre els quals cal destacar el capità Bermúdez ferit de bala a la última càrrega del seu esquadró) i al tinent Manuel Díaz Vélez caigut pel penya-segat), el regiment de Granaders a Cavall i el seu capità havien aconseguit la primera victòria.

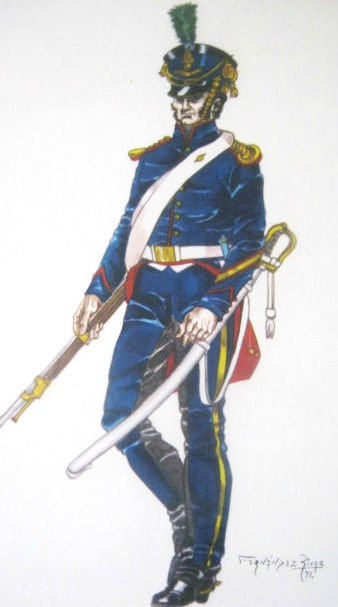
Regimiento de Granaderos a Caballo (1815).

### La banda oriental, el nord-oest i l'Alt Perú
Aconseguida aquella primigènia victòria del Coronel José de San Martín a Sant Lorenzo, el paper del Regiment de Granaders a Cavall es veuria destacat davant dels ulls de Buenos Aires, així que va decidir nombrar-lo comandant de les forces de la capital i li van assignar la tasca de protegir els recen alliberats territoris dels futurs atacs realistes.
Després de les derrotes dels independentistes a Vilcapugio i Ayohuma i la retirada de l'exèrcit de Manuel Belgrano, que intentava retrassar 'avenç enemic usant la tàctica de "terra arrasada'', Sant Martin havia de contindre als espanyols a la frontera nord i treure'ls el control de Montevideo (ciutat perillosament propera a Buenos Aires i que servia com a punt d'abastiment i concentració de tropes per a l'exèrcit realista). El govern de Buenos Aires el va enviar a auxiliar Gengrano, a punt d'arribar a Tucumán. Per a aquesta tasca, es va destinar al primer i segon esquadró del Regiment de Granaders a Cavall i se li van sumar el primer batalló del seté regiment d'infanteria i un contingent de cent artillers, els quals van arribar a Tucumán el 12 de gener del 1814.
En aquesta campanya, San Martin es va trobar amb Belgrano a la Posta de Yayasto, al 1814. A partir de llavors el regiment va protagonitzar una sèrie d'escaramusses i trobades armades successives, fent l'ús de tècniques de combat convencional i guerra de guerrilles. Les guerrilles de Huamaca, Yavi, Casabindo, Toldos, Bermejo, el combat de Barrios, la emboscada d'El Tejar, Puesto de Marqués, Mochara i la derrota a la batalla de Sipe Sipe serien les accions en les quals el regiment es mediria contra l'enemic, lluitant per assegurar l'èxit de la revolució, fins al 10 de setembre del 1816.
Paral·lelament, els esquadrons tercer i quart del regiment es van dirigir a la Banda Oriental per a reforçar l'exèrcit d'Orient. El 22 de juny del 1814, aquests esquadrons van entrar a la paça forta de Montevideo, encapçalant una columna vençedora.

### Perú i Equador
Al Perú, els seus efectius van disminuir per a conformar unitats peruanes. A principis del 1821, es va formar l'Esquadró de Granaders a Cavall del Perú amb quadres presos dels Granaders dels Andes. Aquesta unitat va participar en les campanyes de la Sierra sota el comandament del sergent major José Félix Aldao. Al acabar la campanya es va distribuir entre els Granaders dels Andes i els Hússars de la Legió Peruana de la Guàrdia.
El 24 d'abril del 1822, un esquadró de 96 granaders, sota el comandament del major Juan Galo de Lavalle va protagonitzar la batalla de Riobamba, a Riobamba (Equador). Van obtenir la victòria. Formava part de les forces que San Martin va enviar en suport al general Antonio José de Sucre a l'Equador en ajuda de l'exèrcit de la Gran Colòmbia. Per aquesta acció, Simón Bolívar els va denominar Granaders de Riobamba. El 24 de maig van participar en la batalla de Pichincha.
Després de la partida de San Martín del Perú, les unitats del Riu de la Plata van disminur en nombre, passant grant part dels seus soldats als cossos peruans. Al 1823, els Granaders van emprendre la segona campanya a Ports Intermedis, sota el comandament del general Alvarado. Van participar en les derrotes de Torata, i Moquegua (19 i 21 de gener del 1823). Quan anaven de tornada a Lima, el vaixell que els transportava va naufragar, morint molts d'ells.
L'any 1824 a conseqüència de la Sublevació del Callao, dos esquadrons, uns dos-cents granaders a cavall es van unir a la totalitat de la infanterira del Riu de la Plata que, amotinats al Callao es van passar a l'exèrcit espanyol (Sublevació dels granaders a cavall). No obstant, cent vint-i-dos jintes es van unir en la cavalleria de Bolívar i van participar en la batalla de Junín sota les ordres del coronel Alejo Bruix, sofrint vuit morts i setze ferits.
Després van formar part del replegament de Sucre i no van combatre a Corpahuaico per haver près una altra ruta, i finalment l'esquadró de cavalleria va intervindre a la batalla d'Ayacuhcho, amb Alejo Bruix com a comandant, però estant sota el comandament de Bogado al camp de batalla, qui després conduirira el retorn dels Granaders dels Andes al seu país. Bogado va ser ascendit a coronel graduat amb data del dia de la batalla, formant part de la divisió del general anglès Guillermo Miller i que ell descrivia a les seves memòries com a compresa per: Els Huàssars de Junín, Granaders de Colòmbia, Huàssars de Colòmbia i Granaders a Cavall de Buenos Aires. Després de la batalla els genets van tornar al seu país sota el comandament del coronel José Fèlix Bogado.

### Tornada i Brasil
Després de la batalla d'Ayacucho, la unitat va ser destinada a Huanta, i el 18 de març del 1825 es va situar a Arequipa. A finals de juny es van embarcar a Ilo (Perú), al bergantí Perla, arribant a Valparaíso el 10 de juliol. Des del 6 de desembre van començar a creuar la serralada dels Andes per destacaments, arribant a Mendoza uns dies després. Allí es va realitzar un inventari el 31 de desembre: vuitanta-sis sabres, cinquanta-cinc llances, vuitanta-quatre morrions i cent-dues montures. El 13 de gener del 1826 van iniciar la marxa a Buenos Aires amb vint-i-tres carretes, arribant a aquesta ciutat el 19 de febrer. A les ordres del coronel Bogado, van arribar setanta-vuit homes, entre ells els sis que van fer tota la campanya: Paulino Rojas, Francisco Olmos, Segon Patrici Gòmez, Damasio Rosales, Francisco Vargas i Miquel Chepoyá. Junt amb ells van arribar els sergents Sublevats al Callao: Muñoz, Molina i Castro, que van ser penjats a la Plaça del Retiro el 25 de novembre del 1825.
| «                                                        | Tenim l'honor d'haver rebut les restes de l'Exèrcit dels Andes, conduïts des del Perú pel coronel de granaders a Cavall Don Félix Bogado. Prop de nou anys han passat des que aquests valents van marxar a alliberar Xile. En aquest llarg període es poden contar els dies amb glòria que han donat a la pàtria, pels cops que s'han batut amb els nostres enemics. La nostra gratitud serà sempre demostrada a aquests vells soldats de la llibertat amb les més tendres efusions dels nostres cors. Eternament aplenarem de benediccions als herois de Chacabuco i Maipo; Si a aquests que han convertit en triomf el pavelló argentí fins a Quito i que han sabut vessar la seva sang per la llibertat de la pàtria a Junín i a Ayacucho. Nosaltres, en veure'ls, sempre direm amb admiració: Aquí, aquests van sellar amb la seva sang i les seves espases la llibertat de la seva pàtria i els seus noms aniran de pares a fills, de generació en generació | » |
| — Gaceta Mercantil de Buenos Aires, 17 de gener del 1825 | |   |

.
D'un total aproximat de mil homes que va tenir el regiment fins aquell moment, només cent vint van tornar a Buenos Aires en diversos moments.
El president Bernardino Rivadavia els va transformar en la seva escorta presidencial per decret el 23 d'abril del 1826. Van participar en la Guerra del Brasil formant part de la escorta del General en cap de l'Exèrcit d'Operacions, Carlos d'Alvear. Van intervindre en accions com la batalla d'Ituzaingó. Al finalitzar la guerra va ser dissolt el regiment.
Al 28 de maig del 1880 les restes del General San Martín van arribar a Buenos Aires, a bord del vaixell de vapor Villarino. Els set últims granaders que encara estaven vius, ja vells, pel seu compte es van reunir amb les restes dels seus antics uniformes i van marxar a cavall al port a rebre al seu antic cap. Van escortar el fèretre fins a la catedral i allí van montar guàrdia a la entrada del mausoleu durant tota la nit. A l'alba es van despedir i es van perdre en la història.
El 1903 va ser recreat el Regiment de Granaders a cavall General San Martín, i el 1907 van ser designats escorta presidencial de la República Argentina.

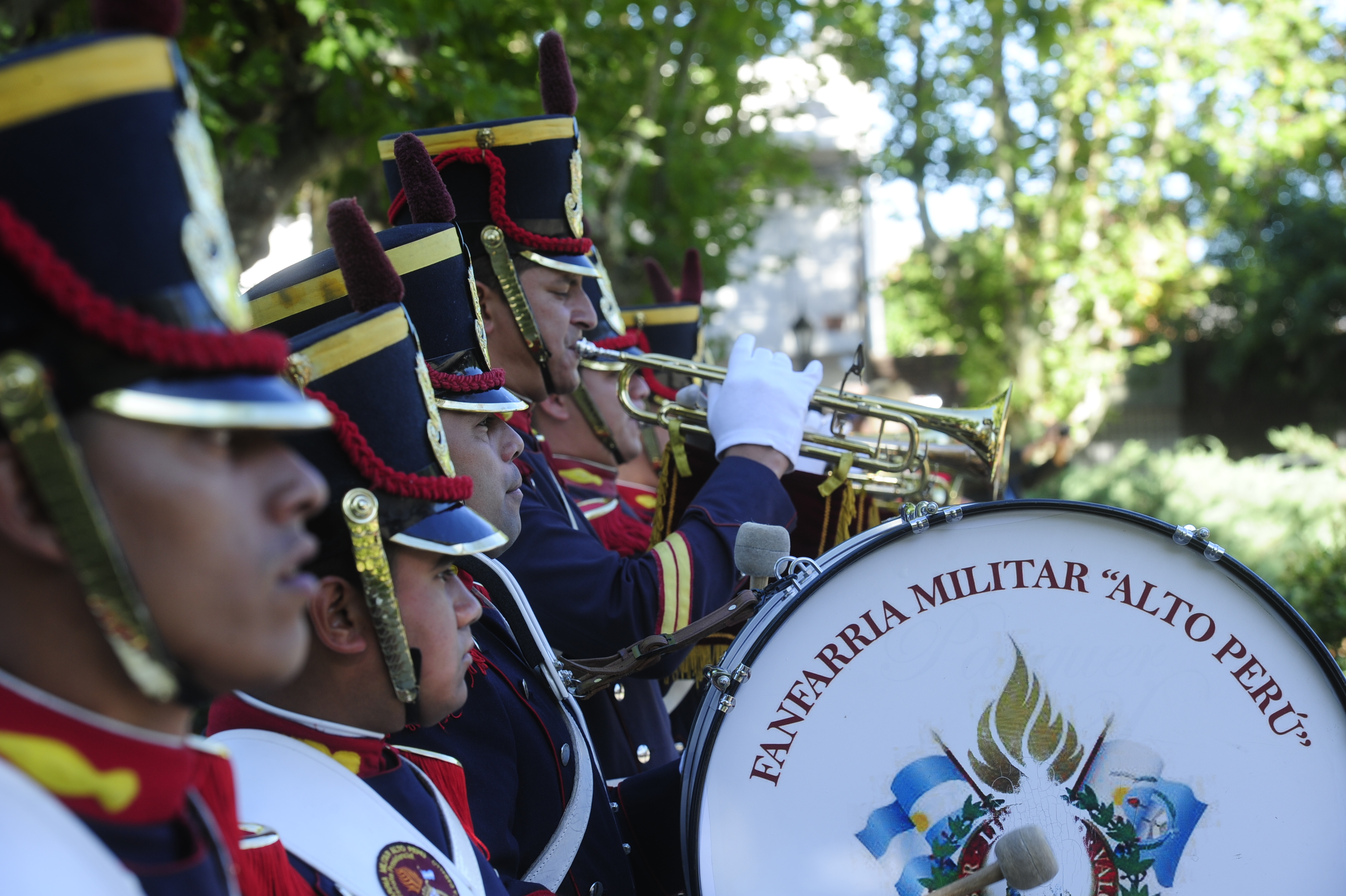
La Fanfarria Militar "Alt Perú" Durant un acte públic.

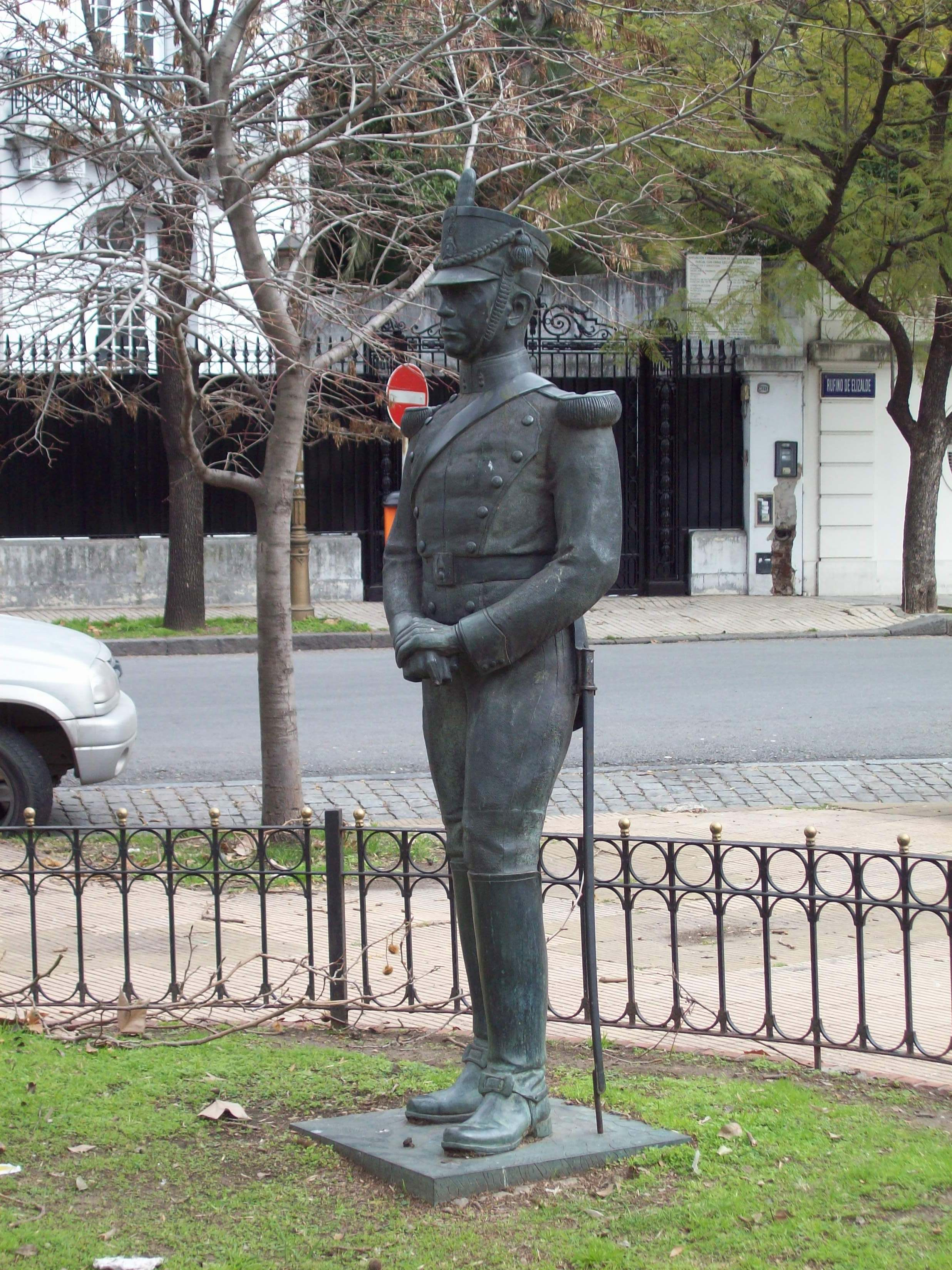
Estatua d'un granader a prop de l'Institut Nacional Sanmartinià.